# Sycon grantioides
Sycon grantioides är en svampdjursart som beskrevs av Arthur Dendy 1916. Sycon grantioides ingår i släktet Sycon och familjen Sycettidae.
Artens utbredningsområde är havet utanför Indien. Inga underarter finns listade i Catalogue of Life.